# Leota Toombs
Leota Toombs (née Wharton le 9 août 1925 et morte le 21 décembre 1991) est une designer, maquettiste et imagineer américaine. Au sein de WED Enterprises, elle travaille sur plusieurs attractions originales du parc Disneyland d'Anaheim. Elle connaît une carrière prolifique à la Walt Disney Company, débutant au département des encres et peintures en 1940 avant de rejoindre les équipes d'animateurs. Elle y rencontre son mari, le chef animateur Harvey Toombs. Leota Toombs est connue pour avoir prêté ses traits au personnage de Madame Leota, apparaissant dans l'attraction The Haunted Mansion. En 2009, à titre posthume, Leota Toombs est nommée Disney Legends pour sa contribution aux attractions Disney et à l'imaginiérie.

## Carrière
En 1940, à l'âge de 15 ans, Leota Wharton fait ses débuts aux encres et peintures des Walt Disney Studios. À l'époque, très peu de femmes sont admises au département Animation. À l'inverse, les équipes du département Ink and Paint se composent exclusivement d'employées. Leur rôle est de « transférer les dessins [des animateurs] vers des feuilles de celluloïde transparent et tracer le contour des personnages au stylo à encre » (cette activité fera par la suite l'objet d'un livre intitulé Ink & Paint: The Women of Walt Disney's Animation).
Leota Wharton est ensuite transférée au département « Animation », où elle rencontre son futur mari Harvey Toombs (connu pour son travail sur Dumbo, La Belle et le Clochard, Peter Pan et La Belle au bois dormant). Le couple se marie en 1947. Elle quitte l'entreprise pour élever leurs deux enfants, avant de reprendre le travail en 1962, cette fois-ci chez WED Enterprises. Elle est l'une des premières femmes à rejoindre cette division, qui planche alors sur la création de plusieurs attractions originales pour Disneyland. 
Au sein des équipes, Leota Toombs dessine et construit les maquettes d'attractions Disney pour la Foire internationale de New York 1964-1965 (notamment It's a Small World et Great Moments with Mr. Lincoln, deux attractions toujours en opération). À l'issue de l'exposition, elle prend part au développement de la célèbre croisière scénique Pirates of the Caribbean, ainsi que de Walt Disney's Enchanted Tiki Room et Country Bear Jamboree. Toutefois, c'est principalement pour son travail sur l'attraction The Haunted Mansion (inaugurée le jour de son 44e anniversaire) que Leota Toombs est reconnue. Elle prête ses traits à Madame Leota, l'énigmatique diseuse de bonne aventure à la tête ceinte dans une boule de cristal flottante. Ce personnage, issu de l'imagination d'Ub Iwerks,, apparaît dans les différentes versions de l'attraction, notamment au Phantom Manor du parc francilien. Sa voix est celle d'Eleanor Audley (également interprète de Maléfique dans La Belle au bois dormant et Madame de Trémaine dans Cendrillon), puis celle d'Oona Lind en français. Initialement, le visage de Leota Toombs ne devait servir qu'à tester la projection de visages animés sur des objets fixes. Sa performance est toutefois si appréciée des équipes qu'elle finit par s'imposer. Little Leota, autre personnage qui — à la fin de l'attraction — presse les visiteurs de revenir, a également l'apparence ainsi que la voix de Leota Toombs.
Sa fille Kim Irvine (elle aussi imagineer depuis 1970), décrit sa sélection pour les deux rôles à l'occasion de son entrée parmi les Disney Legends.

« Alors que Yale Gracey expérimentait des idées pour une gitane dans une boule de cristal, il a demandé à Leota si cela ne la dérangeait pas de poser pour la tête… ils étaient une équipe soudée, et maman lui a dit penser que cela semblait amusant. Blaine [Gibson] a fait un moulage de sa tête et Yale, Wathel [Rogers] et le reste de l'équipe l'ont filmée, super maquillée et tout. Je me souviens encore de quand elle est rentrée à la maison, ce soir-là ! Puis ils ont créé la mariée "Little Leota" à la fin de l'attraction. Vu que c'est un petit personnage, ils voulaient une voix aiguë, donc ils ont gardé la voix de maman qui sonnait comme celle d'une petite fille. »

— Kim Irvine
Leota Toombs elle-même est revenue sur cette expérience, déclarant : « dans mes souvenirs, mes yeux avaient le bon écartement pour convenir au modèle de test lorsque tout cela a commencé ».
En 1971, elle déménage à Orlando (Floride) pour travailler au tout nouveau complexe Walt Disney World. Elle y intègre « l'équipe sur site qui gère la maintenance des spectacles et attractions ». Puis, en 1979, elle retourne en Californie afin de former des artisans et artistes œuvrant dans la finition des personnages. Elle meurt en décembre 1991.

## Héritage
En 2009, Leota Toombs est nommée parmi les Disney Legends à titre posthume. Sa fille Kim Irvine occupe le poste de directrice artistique à Disneyland, étant décrite par le Los Angeles Times comme « possiblement la personne la plus responsable du maintien de l'apparence et de l'atmosphère de Disneyland ». Elle est à la tête de l'équipe chargée de la plus grande extension de l'histoire du parc, Star Wars: Galaxy's Edge. Lorsque sa carrière débute en 1970, à l'atelier des maquettes de WED Enterprises, Kim Irvine est entraînée et tutorée par sa mère. « C'était une situation unique d'être formé par sa mère ! Elle a été une merveilleuse enseignante et amie. Quiconque la connaissait l'adorait, et nombre d'imagineers lui doivent une partie de leur succès pour avoir su transmettre la connaissance tribale qui est si importante à notre produit ».
En 2002, une pierre tombale à sa mémoire est installée à proximité de l'attraction The Haunted Mansion d'Orlando, avec l'épitaphe suivante.

« Dear sweet Leota,
Beloved by all.
In regions beyond now,
But having a ball. »

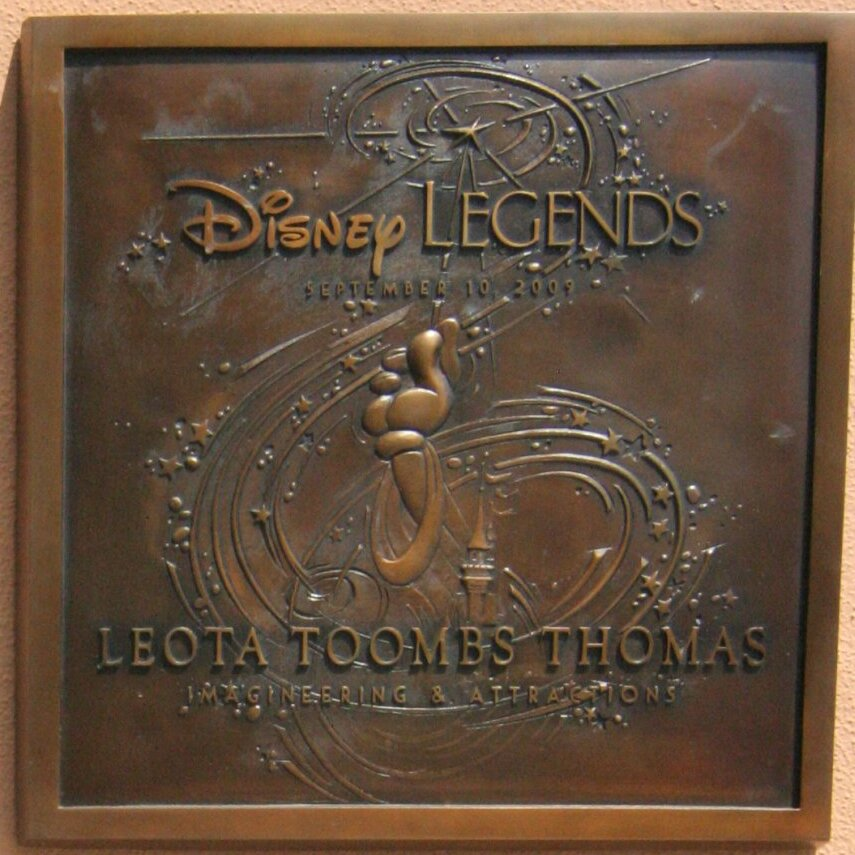
Plaque commémorative Disney Legends.
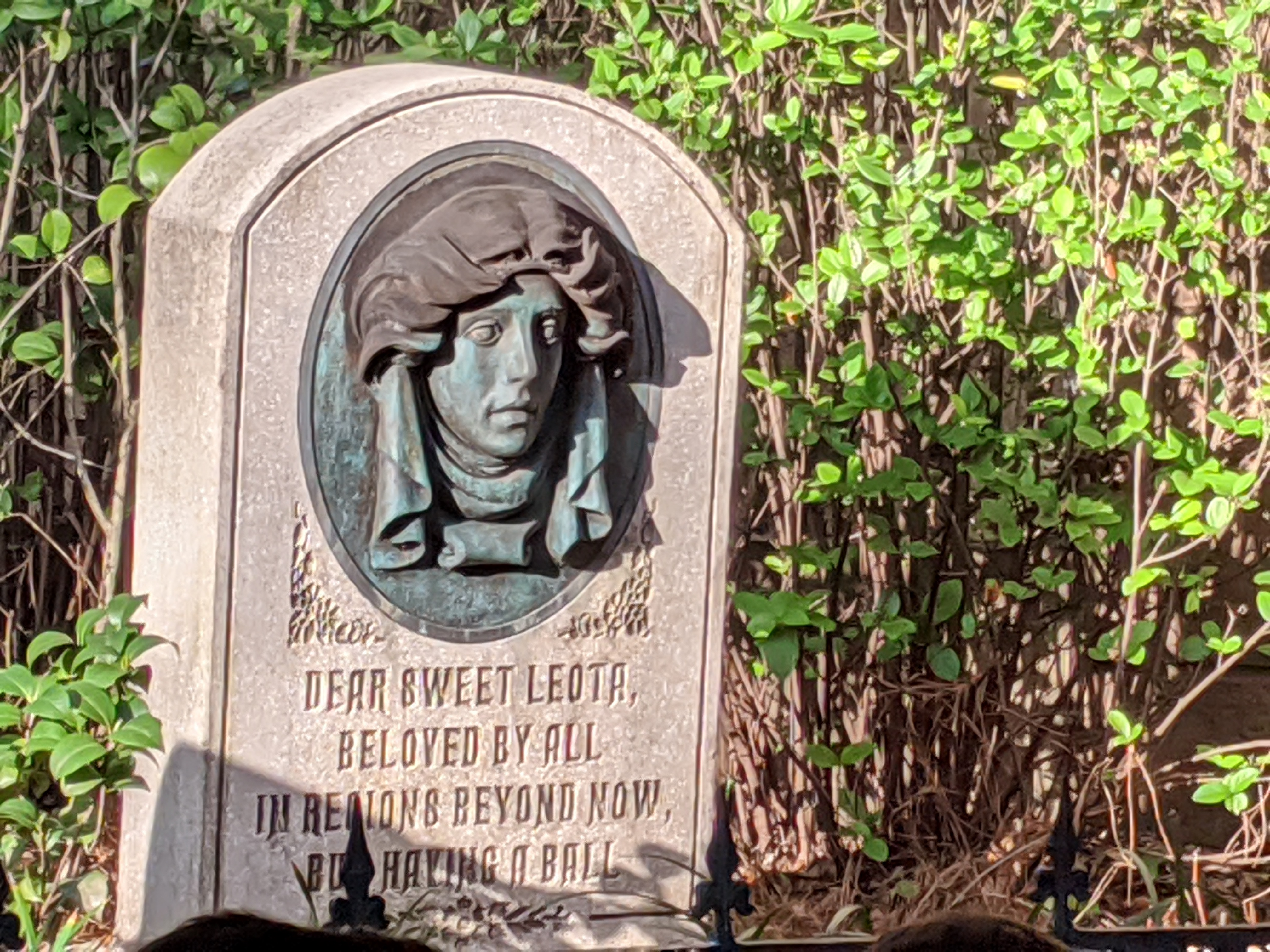
Pierre tombale au Magic Kingdom près de The Haunted Mansion.